# Calophasia bilunulata
Calophasia bilunulata là một loài bướm đêm trong họ Noctuidae.